# Herbert Paul Grice
Herbert Paul Grice (Birmingham, 1913. március 13. – Berkeley, 1988. augusztus 28.) brit nyelvfilozófus, aki munkásságával a pragmadialektika tudományterületéhez járult jelentősen hozzá. Neve az általa megalkotott társalgási maximákkal vált híressé.

## Élete
Herbert Paul Grice, angol nyelvfilozófus, 1913. március 13-án született Angliában (Birmingham) és 1988. augusztus 28-án halt meg Kaliforniában (Berkeley). Az Egyesült Királyságban nevelkedett, s ezt követően először a Clifton Főiskolán, majd a Corpus Christi Főiskolán tanult Oxfordban, majd rövid ideig a Rossal School-ban tanított, itt kezdte meg oktatói pályafutását. A háború évei alatt 5 évig a Brit Királyi Haditengerészetnek (Royal Navynek) szolgált, később folytatta a tanítást különböző pozíciókban 1967-ig Oxfordban. Ebben az évben költözött Berkeley-be, ahol szintén a helyi egyetemen oktatott egészen 1979-ig, nyugdíjazásáig. Ezután haláláig aktívan dolgozott: otthon megbeszéléseket, előadásokat tartott, és szerkesztette saját gyűjteményét. Viszonylag kevés munkája jelent meg életében, de kiadatlan kéziratainak és előadásainak jelentős hatásai voltak később. Legjelentősebb kötetét csak halála után jelentették meg 1989-ben, Tanulmányok a szavak életéről címmel, amelynek legismertebb írása a Logic and Conversation. A gyűjtemény az 1967-ben a Harvardon tartott William James elnevezésű előadássorozat alapján készült. Főleg nyelvfilozófusként ismert, de jelentős mértékben segítette munkájával a metafizikát és az etikát is. Szeretett krikettezni, zongorázni és sakkozni, mindegyiket magas színvonalon űzte.

## Munkássága
1975-ben megjelent cikkében(amely 1997-ben jelent meg magyar nyelven) Grice az általa „társalgás logikájának” nevezett tudományterületről írt. Itt vizsgálja a nem természetes jelentés fogalmát, amelyet később átdolgozott és megalkotta a mondatok "interpretálásának nem kizárólagosan konvencionalista" megközelítését. Bevezet két új lényeges fogalmat, az implikatúrát és az együttműködés alapelvét.

### Nem természetes jelentés fogalma
Grice először kidolgozta a nem természetes jelentés fogalmát. Szerinte egy mondat interpretálása jóval túlmutat a neki tulajdonított egyszerű jelentésen. Éppen ezért el tudjuk különíteni egymástól a MONDAT és a MEGNYILATKOZÁS fogalmát.
A „to mean” jelentését ő kétféleképpen értelmezte: 
1. egyrészről „azt jelenti”(például: valaki csenget az ajtón azt jelzi, hogy valaki áll az ajtó előtt) Ez a mondat a TERMÉSZETES JELENTÉSRE utal: a mondatok itt következményeikkel állnak kapcsolatban.
2. másrészről „azt akarja mondani” (például: Julcsi, amikor azt mondta Timinek, hogy „a szobád egy disznóól” azt akarta mondani, hogy nagyon nagy rendetlenség van Timi szobájában) Ez a mondat már a NEM TERMÉSZETES JELENTÉSRE utal: itt a közölni kívánt tartalom és a közlésre használt mondat között kapcsolat áll fent.

- A beszélő mindig valamit mondani akar egy mondattal a másik fél számára
- Hatást akar kiváltani a befogadó személyben
- Felismerteti a közlési szándékot

### Implikatúra
A beszélő egy beszélgetés során kifejez valamit, de amit közöl, az sokszor jóval túlmutat azon, amit a beszélő által használt szavak megszokott jelentése meghatároz. Tartalmaz egyfajta többletet, amit a kimondottakon túl kifejezünk az adott kijelentéssel, ezt hívja Grice (társalgási) implikatúrának.
Példa: Tegyük fel, hogy A és B egy közös rokonukról beszélgetnek, C-ről, aki jelenleg egy boltban dolgozik. A azt kérdezi B-től, hogy megy C-nek az új munka, mire B azt feleli neki, hogy: "Hát elég jól, szerintem; szereti a kollégáit, s még nem büntették meg." Ennél a pontnál A joggal kérdezhet arról, hogy mit akart mondani, implikálni B, vagy egyenesen mit értett azon, hogy C-t még nem büntették meg? A válasz erre a kérdésre az lehet, hogy C olyan ember, aki nem a legjobb munkaerő, könnyen hajlamos a munkáját rosszul végezni. Amit B sugallt a példában, eltér attól, amit B valójában ki is mondott, ez utóbbi ugyanis egyszerűen az volt, hogy C-t még nem büntették meg.

### Együttműködési alapelv
Amikor beszélgetünk, akkor ideális esetben nem összefüggéstelen mondatok, kijelentések
egymásutánját produkáljuk, hiszen ez nem lenne észszerű, ha így lenne. Kijelentéseink éppen ezért 
bizonyos mértékig együttes erőfeszítés következményei, amelyekben a résztvevők bizonyos
fokig közös célt vagy célokat látnak, beszélgetésük meghatároz egy közösen elfogadott irányt. Ez lehet kezdettől rögzített (például azzal, hogy valaki felvet egy megvitatandó kiinduló kérdést),
vagy kialakulhat a társalgás folyamán is; ezen belül lehet, hogy meghatározott, de lehet
határozatlan is, amely meglehetősen nagy teret biztosít a résztvevők számára (általában csevegések esetében).
Grice abból indult ki, hogy a mindennapi kommunikációnk során a társalgásaink többnyire
akadálytalanul folynak, ilyenformán feltételezhető, hogy a felek észrevétlenül is figyelnek egymásra a társalgások folyamán. Ezt nevezte Grice az együttműködés alapelvének. Az, hogy van ilyen elvárásunk a partnerrel szemben, akkor jár következményekkel igazán, amikor akarva vagy akaratlanul megszegjük ezt a láthatatlan együttműködést. Ez az együttműködés nagyobbrészt ösztönösen működik.

## Grice maximái
Herbert Paul Grice a fenti alapelvében négy kategóriába sorolta be a társalgás maximáit: ezek a mennyiség, a minőség, a relevancia és a mód  maximái. A fő irányelveken belül részletesebben is meghatározta, hogy egy-egy maxima milyen szabályokat tartalmaz.

### Mennyiség
Azaz: éppen annyi információt kell közölni, amennyit a helyzet megkövetel.
Légy informatív!
1. Hozzájárulásod legyen a kívánt mértékben informatív!
2. Hozzájárulásod ne legyen informatívabb, mint amennyire szükséges!

A második szabály megítélése némiképp eltérő, hiszen a túlzott informativitás leginkább idővesztegetés valamelyik fél részéről. Ennek azonban ellentmondhat, hogy zavarokat okozhat a társalgás menetében, hiszen elterelheti a beszélgetést az eredeti témáról. Mindemellett közvetve félrevezetheti a hallgatóságot, akik nagyobb jelentőséget tulajdoníthatnak a felesleges információknak. – Bármelyik érvelést fogadjuk el, a második maxima hatását alapvetően a relevanciára vonatkozó maxima is biztosíthatja.

### Minőség
Azaz: őszinte legyen a beszélő.
Mondj igazat!
1. Ne mondj olyasmit, amiről úgy hiszed, hamis vagy helytelen!
2. Ne mondj olyasmit, amire nézve nincs megfelelő alapod, evidenciád!

### Relevancia
Azaz: a beszélő a tárgynál maradjon.
Légy releváns!
1. Hozzászólásod kapcsolódjon a vita tárgyához!
2. Hozzászólásod járuljon hozzá a probléma megoldásához!

A relevancia maximája esetében gondot okozhat, hogy a relevanciának milyen különböző típusai, fókuszai lehetnek, illetve hogyan tolódhatnak el a társalgás során, miképpen változik legitimen a beszélgetés témája.

### Mód
Légy világos és érthető!
1. Kerüld a kifejezés homályosságát!
2. Kerüld a kétértelműséget!
3. Légy tömör (kerüld a szükségtelen bőbeszédűséget)!
4. Légy rendezett!

### Együttes megvalósulásuk
Nyilvánvaló, hogy a különböző maximák követése eltérő fontosságú, valamely maxima betartását alapvetően fontosabbnak ítéljük, mint másokét. Enyhébben bíráljuk azt a személyt, aki csupán bőbeszédű, és a mennyiség maximáját sérti meg, mint azt, aki megjegyzését hamisnak hiszi, ezzel a minőség maximáját megsértve. A Grice által megfogalmazott maximák lényege nem csupán abban áll, hogy az együttműködési alapelvnek megfelelően a beszélők ezeket a szabályokat betartsák, hanem kihasználásukra helyezi a hangsúlyt.
Előfordulhat, hogy egy társalgás során a maximák „ütköznek” egymással, mert a beszélő nem tudja egy időben követni az összeset.
Számos más maxima (esztétikai, szociális vagy erkölcsi természetűek) is felfedezhető társalgásainkban, mint például „Légy udvarias!”.

## Magyarul
- Tanulmányok a szavak életéről; Gondolat, Bp., 2011 (Társadalomelmélet – kommunikációtudomány. A kommunikációkutatás klasszikusai)